# Phú Đô (xã)
Phú Đô là một xã thuộc huyện Phú Lương, tỉnh Thái Nguyên, Việt Nam.

## Địa lý
Xã Phú Đô nằm ở phía đông huyện Phú Lương, có vị trí địa lý:
- Phía đông giáp huyện Đồng Hỷ
- Phía tây và phía nam giáp xã Tức Tranh
- Phía bắc giáp xã Yên Lạc.

Xã Phú Đô có diện tích 22,36 km², dân số năm 1999 là 5.074 người, mật độ dân số đạt 227 người/km².
Xã Phú Đô giáp với sông Cầu ở phía đông nam và là xã đầu tiên của huyện Phú Lương có dòng sông này chảy qua. Đây là xã khó khăn về giao thông của huyện Phú Lương, trên địa bàn có đường liên xã Giang Tiên - Phú Đô - Núi Phấn đi qua.

## Lịch sử
Từ năm Minh Mạng thứ 16 (1836), Phú Đô là một xã thuộc tổng Sơn Cẩm, huyện Phú Lương.
Sau năm 1945, Phú Đô trở thành một xã thuộc huyện Phú Lương như hiện nay.

## Hành chính
Xã Phú Đô được chia thành 25 xóm: Ao Cống, Cúc Lùng, Khe Vàng 1, Khe Vàng 2, Khe Vàng 3, Làng Vu 1, Làng Vu 2, Mới, Na Sàng, Núi Bắc, Núi Phật, Pháng 1, Pháng 2, Pháng 3, Phú Đô 1, Phú Đô 2, Phú Nam 1, Phú Nam 2, Phú Nam 3, Phú Nam 4, Phú Nam 5, Phú Nam 6, Phú Nam 7, Phú Nam 8, Phú Thọ.